# SN 2002cj
SN 2002cj – supernowa typu Ic odkryta 21 kwietnia 2002 roku w galaktyce E582-G05. W momencie odkrycia miała maksymalną jasność 16,00m.